# ممثل إباحي
الممثل الإباحي أو الممثلة الإباحية أو هو الشخص الذي يظهر في أفلام إباحية أو الصور الإباحية، وفي عروض الجنس الحية أو ما شابه، والعديد من هؤلاء الممثلين قد يظهرون عراة في الأفلام (التي عادة ما تصنف تحت التصنيف الجنسي الإباحي).
بعض قوانين الدول تعتبر الإباحة التجارية هي نوع من الدعارة، ولكن العديد من ممثلي الأفلام الجنسية الإباحية التجارية لا يعتبرون أنفسهم داعرات لعدة أسباب، مثلاً هم لا يتقاضون أجراً من ممارسي الجنس معهم وأيضاً يقومون باختيار شركائهم بأنفسهم، وبعضا منهم أيضاً لا يأخذون أي حصة تجارية بل يقومون بالتمثيل من أجل الدعاية أو الشهرة خاصة إن كان لهم أعمال أخرى أو قد لا يمارسون الجنس في الأفلام. هذه الشروط عادة تفصل بين ممارسي الدعارة الذين يتقاضون أجراً مقابل الجنس من صاحبهم ولا يريدون أن يعرف بهم المجتمع العام.

## الممثلون الإباحيون والأمراض المنقولة جنسيا
بسبب طبيعة عملهم، التي تنطوي عادة على ممارسة الجنس بدون الواقي الذكري، يكون الممثلون الإباحيون عرضة بوجه خاص للإصابة بالأمراض المنقولة جنسيا. تشير البيانات إلى أن الممثلين الإباحيين لديهم معدل من الأمراض المنقولة جنسيا (باستثناء فيروس نقص المناعة) أعلى من السكان الأمريكيين بوجه عام. من بين 825 ممثل تم فرزهم في الفترة 2000-2001، اكتشف عند 7.7 ٪ للإناث و5.5 ٪ من الذكور داء المتدثرات، و2 ٪ من المجموع عندهم السيلان وهذه المعدلات أعلى بكثير من المرضى الذين يزورون عيادات تنظيم الأسرة، حيث معدلات داء المتدثرات والسيلان كانت 4.0 ٪ و0.7 ٪ على التوالي. بين يناير 2003 ومارس 2005، أفادت التقارير أن حوالي 976 ممثل لهم 1,153 نتيجة إيجابية مع اختبار الأمراض المنقولة جنسيا. ومن بين 1,153 نتيجة الاختبار الايجابية، 722 (62.6 ٪) أصيبوا بداء المتدثرات، 355 (30.8 ٪) أصيبوا بالسيلان، و126 (10.9 ٪) اصيبوا بكل من داء المتدثرات والسيلان. لا يعرف الكثير عن مدى انتشار ومخاطر انتقال الأمراض الجنسية الأخرى مثل الزهري، وفيروس الهربس البسيط، فيروس الورم الحليمي البشري، والتهاب الكبد بي وسي، وداء المشعرات، أو الأمراض التي تنتقل عن طريق البراز إلى الفم. وفقا للممثلة الإباحية الأمريكية كلو «بعد أن تستمر في هذا العمل لبعض الوقت، ستصاب بالهربس. الجميع مصاب بالهربس».
في ثمانينات القرن العشرين، تفشي فيروس نقص المناعة وأدى إلى سقوط عدد من الموتى بين الممثلين الإباحيين، منهم جون هولمز، وواد نيكولز، مارك ستيفنز، أل باركر وأدى هذا إلى إنشاء مؤسسة الرعاية الصحية لصناعة البالغين، والتي ساهمت في إقامة مقياس تطوعي. في صناعة سينما البالغين الأمريكية حيث يتم اختبار الممثلين الإباحيين ضد فيروس نقص المناعة كل 30 يوما. ويتم تسجيل كل اتصال جنسي، ومع ذلك، تم الإبلاغ عن عدد قليل من الحالات.